# Petru M. Șuster
Petru M. Șuster (n. 15 mai 1896 – d. 11 octombrie 1954) a fost primul profesor de biologie generală de la Universitatea „Alexandru Ioan Cuza” din Iași, disciplină înființată în urma reformei învățământului din 1948.

## Biografie
S-a născut la 15 mai 1896, în satul Cioara (probabil numele vechi al satului Costești, comuna Răchiți) nu departe de Botoșani, fiind cel mai mic din cei 11 copii ai unei familii de țărani răzeși. A urmat o școală primară la Botoșani și liceul la Iași. În anul 1917 se înscrie ca student la Facultatea de științe din Iași, secția de Naturale și Fizico- Chimice, după ce mai întâi a intenționat să urmeze cursurile de preoție. Mai târziu se înscrie la secția de Agronomie și Geografie. Din lipsa mijloacelor de întreținere la facultate, el a solicitat ajutorul profesorului Paul Bujor, care i-a găsit un post de pedagog la Liceul Internat Iași.
A terminat facultatea la 23 februarie 1923, luându-și examenul de licență cu calificativul Magna cum laude, după care a fost încadrat ca asistent provizoriu la catedra prof. dr. Ion Borcea, specialitatea hidrobiologie. Între timp a început să colecteze material dipterologic și în special dipterele din familia Tachinidae s. lat. Ca urmare a studiilor sale din țară și din străinătate, își susține doctoratul la Iași, pe data de 18 iulie 1929 cu teza Contribuții la studiul Tachinidelor din România, care ulterior a fost publicată în Analele Universității „Al. I. Cuza” din Iași. Iar ca apreciere a calităților sale de cercetător deosebit, reușește să obțină o bursă de stat, pentru a studia în laboratoarele de biologie experimentală și anatomie microscopică ale prof. dr. Hans Przibram de la Viena. Aici întreprinde o serie de cercetări de mare interes ca: regenerarea organelor la insecte și influență sistemului nervos asupra acestui proces biologic. Pe baza studiului histologic asupra insectelor holometabole, prof. dr. Petru M. Șuster stabilește relația dintre două familii de coleoptere, Scarabeidae și Tenebrionidae, precum și unele date interesante cu privire la numitul organ al lui Johnston. 

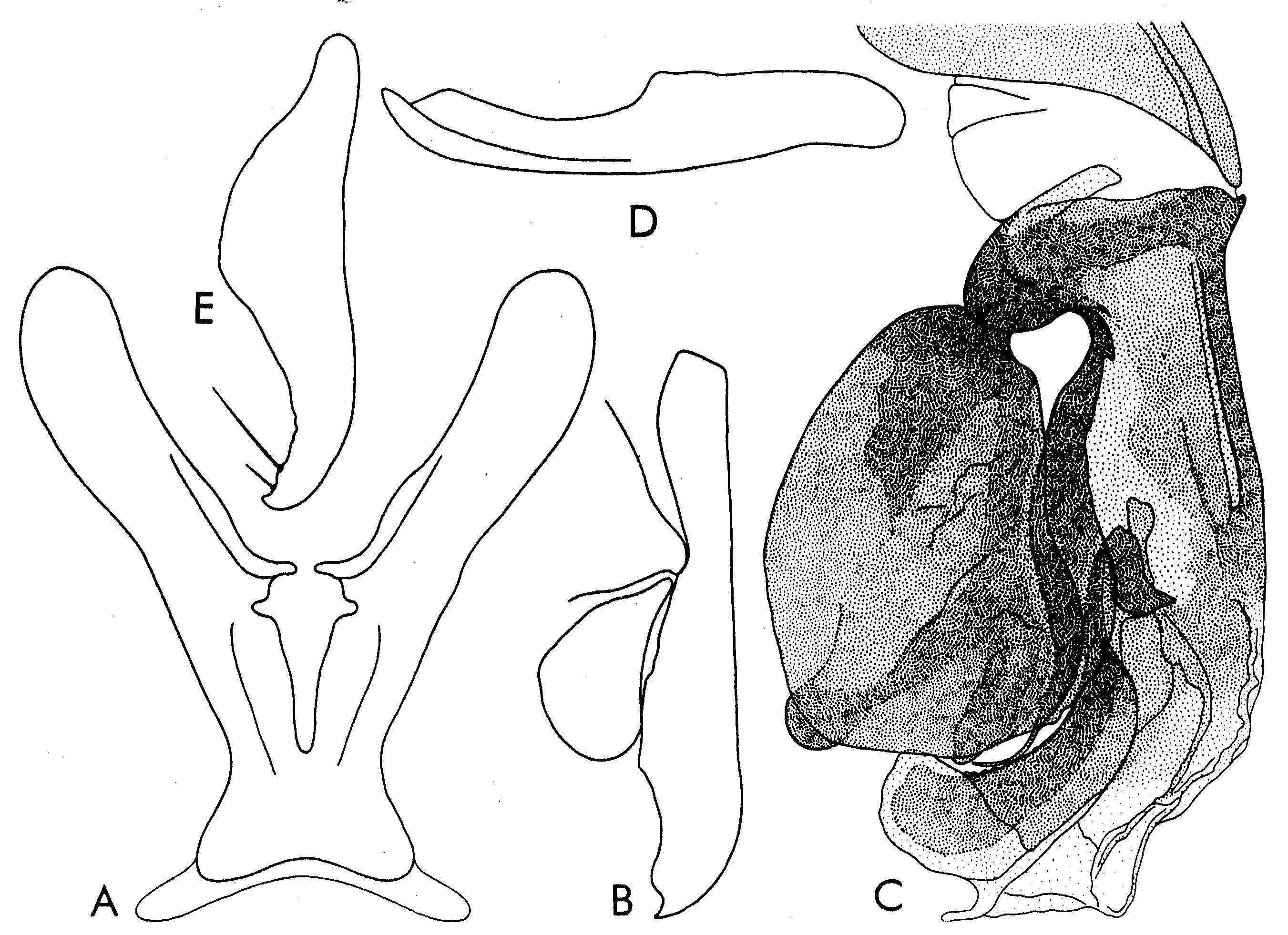
Fig. 1. Genitalia speciei Sarcophaga susteri Lehrer, 1959

În anul 1938, cu ocazia Congresului internațional de entomologie de la Berlin, i se permite să comunice două lucrări științifice în loc de una și este ales vicepreședinte al secției de entomologie și răspândire geografică a insectelor. La universitate, el ajunge conferențiar suplinitor în anul 1941, conferențiar definitiv în anul 1945 și titularul catedrei de biologie la 15 octombrie 1949. A ținut cursuri de histologie-embriologie (1940-1948) și de biologie (1948-1954) de o foarte mare frumusețe și competență, impresionând studenții prin cursivitatea, memoria sa excepțională, limbajul ales și, mai ales, fluidul intelectual și afectiv transmis de ființa sa, cu care a cucerit mintea și inimile tineretului.
A fost membru corespondent al Academiei de Științe din România începând cu 21 decembrie 1935.
Din punct de vedere politic, prof. Șuster a fost un om iubitor de dreptate socială, combătând extremismul politic al lui A.C. Cuza și Corneliu Zelea Codreanu în conferințele sale ținute în aula Universității „Al. I. Cuza” din Iași. În timpul prigoanei fasciste împotriva evreilor, din perioada 29 iunie 1941, el a salvat multe vieți, adăpostindu-i la moșia soției sale din județul Botoșani.

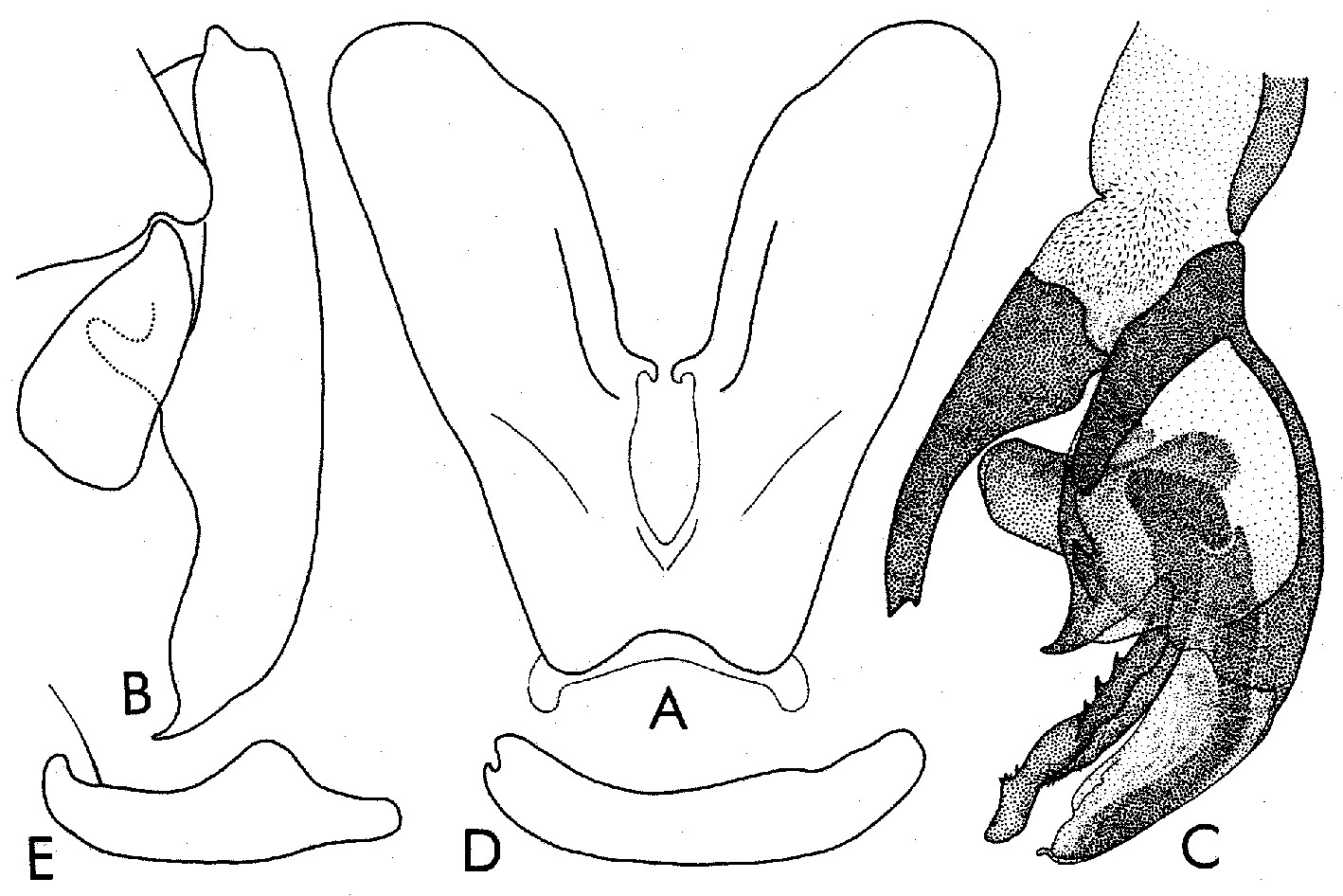
Fig. 2. Genitalia speciei Hyperacathisca susteriana Lehrer, 2003

În entomologie a cercetat câteva familii de diptere, printre care Tachinidae, Asilidae, Anthomyidae și Syrphidae ce au constituit pasiunea sa permanentă. A publicat peste 60 de contribuții biologice și faunistice. Înainte de a deceda (1954) a reușit să redacteze monografia familiei Syrphidae pe care a prezentat-o sub formă de manuscris la secția de Biologie a Academiei Române, apărând sub îngrijirile prietenilor săi, în anul 1959 cu titlul: Suster, P., Diptera. Syrphidae, in : Fauna Republicii Populare Romîne. Insecta.. 286 p., 158 figs.
A avut un singur discipol devotat, Dr. Andy Z. Lehrer, care a fost singurul său prieten iubit, de la primele clipe ale studenției sale și până în ultimul moment al vieții profesorului, și care a devenit continuatorul direcțiilor sale de interes științific. Amintirea plină de afecțiune a prof. dr. Petru M. Șuster a fost imortalizată de acesta în entomologia mondială prin câteva specii din familia Sarcophagidae: Sarcophaga susteri 1959 - o specie răspândită în regiunea palearctică (fig. 1) și Hyperacanthisca susteriana Lehrer 2003 - o specie descrisă din Africa de Sud (fig. 2).

## Lucrări publicate
- Contribution à la faune diptérologique de la Roumanie. Ann. Sci. Univ. Jassy, 1927, 14(3-4) :525-535.
- Tachinidele, Revista Adamache, 1927
- Tachinidele și problema selecției naturale, Revista V. Adamachi, vol. XIV, nr. 2, aprilie, 1928
- Contribution à la faune diptérologique de la Roumanie. Ann. Sci. Univ. Jassy, 1928, 15(1-2) :248-271.
- Contribution à l’étude des Tachinaires en Roumanie. 1930, 16(1-2) :58-248 (Teza de doctorat).
- Ravages causés en Roumanie par la chenille russe Loxostege (Phlyctenodis) sticlticalis L. Ennemis naturels. Moyens à employer pour combattre ce flêau. Ann. Sci. Univ. Jassy, 16(1-2) :277-298.
- Faune tachinidologique de la Dobogea. Ann. Sci. Univ. Jassy, 1930(3-4) :585-600.
- Contribution à la faune diptérologique de la Roumanie. Famille des Anthomyidae. Ann. Sci. Univ. Jassy, 1930(3-4) :601-610.
- Beinregeneration nach Ganglioextirpation bei Sphodromantis bioculata Burm. Akad. Anzeiger, 1931, 17, Wien.
- Fűhlerregeneration nach Ganglioextirpation bei Shodromantis bioculata Burm. Akad. Anzeiger, 1931, 17, Wien.
- Erblichkeit aufgezwungener Futterannahne bei Drosophila repleta Wolaston. Akad. Anzeiger, 1931, 26, Wien.
- Regeneration des Fűhlers samt Johnston schem Organe beim Nashornkäfer (Oryctes nasicornis). Akad. Anzeiger, 1931, 26, Wien.
- Vorderbeinregeneration nach Ganglionextirpation bei Dixippus (Carausius) morosus Br. et Rdt., Akad. Anzeiger, 1933, 7, Wien.
- Fangbeinregeneration nach Ganglionextirpation bei Sphodromantis bioculata Burm. Akad. Anzeiger, 1933, 7, Wien.
- Erblichkeit aufgezwungener Futterannahme bei Drosophila repleta Wollaston. Zoolog. Anzeig., 1933, 102(78), Leipzig.
- Distribution géographique des Tachinaires en Roumanie. Bull. sci. Acad. Roum, 1933, 15(9-10) :15.
- Das Johnston’sche Organ bei den Larven holometabolen Insekten. Zool. Anz., 1933(3?4), Leipzig.
- Contribution à l’étudede la faune tachinidologique de la Roumanie. Ann. Sci. Univ. Jassy, 1933(18) ?:479-511.
- Fűhlerregeneration nach Ganglionextirpation bei Sphodromantis bioculata Burm. Zool. Jahrbűcher (Physiologie), 1933, 53(1).
- Beinregeneration nach Ganglioextirpation bei Sphodromantis bioculata Burm. Zool. Jahr. Physiol. , 1933, 53(1).
- Przibramiella nov. gen. Un nouveau genre de Tachinaires (Tachnidae). Ann. Sci. Univ. Jassy, 1934, 19(1-4):370-372.
- Einflusslosigkeit des Fűhlergabglions nach Versuhen an Dixippus (Carausius) morosus Br. et Rdt. Ann. Sci. Univ. Jassy, 1935, 22(1-4) :140-146.
- Régénération de la patte antérieure après l’extirpation du ganglion chez la sauterelle indienne Diixippus (Carausius) morosus Br. et Radt. Ann. Sci. Univ. Jassy, 1935, 22(1-4) :140-146.
- Régénération de la patte antérieure (patte préhensile) après extirpation di ganglion, chez la Mante Egyptienne - Sphodromantis bioculata Burm. Ann. Sci. Univ. Jassy, 1935, 22(1-4) :147-158.
- Faune Tachinidologique du mont Ceahlău. Ann. Sci. Univ. Jassy, 1935, 22(1-4) :159-168.
- Nouvelle contribution à la faune tachinidologique de la Dobrogea. Ann. Sci. Univ. Jassy, 1935, 22(1-4) :169-176.
- Sur l’organe de Johnston chez les larves des Insectes holométaboles. Compt. rend. des sê. Acad. Sci. Roum., 1936, 1.
- Quelques Tachinaires de Roumanie. Compt. rend. sé. Acad. Sci. Roum., 1936, 1.
- Contribution à la faune syrphidologique de Roumanie. Compt. rend. sê. Acad. Sci. Roum., 1936, 1.
- Sur l’organe de Johnston ches les larves des Scarabaeidae (Coleopterae). Compt. rend. sé. Acad. Sci. Roum., 1937, 2(2).
- Observations biologiques et considerations histologiques sur la larve d’Entomoscelis adonidis. Compt. rend. sé. Acad. Sci. Roum., 1937, 2(2).
- Chaetolyga setigena Rnd. in der rumänischen Raupenfliegenfauna (Tachinidae). Compt. rend. sé. Acad. Sci. Roum., 1937, 2(2).
- Augenregeneration nach Ganglionextirpation bei Sphodromantis bioculata Burm. und Dixippus (Carausius) morosus Br. et Rdt. Ann. Sci. Univ. Jassy, 1937
- La non influence du système nerveux sur la forme externe dans la régénération des appendices céphaliques et des pattes thoraciques chez les Insectes. Ann. Sci. Univ. Jassy, 1937.
- Contribution à la faune syrphidologique de la Roumanie. Ann. Sci. Univ. Jassy, 1938.
- Les espèces du genre Chilosia Meig. en Roumanie. Ann. Sci. Univ, Jassy, 1939.
- Nouvelles Tachinaires de Roumanie. Ann. Sci. Univ. Jassy, 1940, 26.
- Observations biologiques sur les larves des Scarabaeides (Coleoptères). Compt. rend. sé. Acad. Sci. Roum., 1939, 3(1).
- Considérations sur les excitations formatives du système nerveux. Compt. rend. sé. Acad. Sci. Roum., 1939.
- Uber die Raupenfliegen (Tachinides) Rumäniens. Congresul Intern. III Berlin, 1938.
- Fűhler und Beinregeneration nach Ganglionextirpation bei Sphodromantis bioculasta Burm. und Dixippus morosus Br. et Rdt.. VII. Congres Intern. d’Entomologie Berlin, 1938.
- Anatomie interne des appendices normaux et régénérés chez Sphodromantis bioculata Burm. Compt. rend. sé. Acad. Sci. Roum., 1940, 4(3-4).
- Tachinaires provenant des chenilles du papillon Lymantria dispar. Compt. rend. sé. Acad. Sci. Roum., 1940.
- Anthomyides de Roumanie. Ann. Sci. Univ. Jassy, 1942, 28(2).
- Tachinaires de Roumanie. Ann. Sci. Univ. Jassy, 1942, 29(1).
- Syrphides de Roumanie. Ann. Sci. Univ. Jassy, 1942, 29(1).
- Nouvelles Anthomyides de Roumanie. Bull. Sci. Acad. Roum., 1944, 26(73).
- Quelques parasites obtenus par culture ds chenilles du papillon Lymantris dispar. Bull. Sci. Acad. Roum., 1944, 26(73).
- Ravages causés à l’oignon (Allium coepa) par les larves de la mouche Hylemyia atiqua Meig. Compt. rend. sé. Acad. Sci. Roum., 1945.
- Ichneumonides obtenus par les cultures des chenilles fausses de Nematus salicis L. Compt. rend. sé. Acad. Sci. Roum., 1945.
- La non influence du système nerveux dans le changement des couleurs chez la sauterelle indienne Dixippus Carausius morosus. Compt. rend. sé. Acad. Sci. Roum.,  1945.
- Le genre Servillia R.D. (Tachinidae) en Roumanie. Compt. rend. sé. Acad. Sci. Roum., 1945.
- Tachinidae obtenus par culture des chenilles des papillons Saturnia piri et Cossus cossus. Compt. rend. sR. Scad. Sci. Roum., 1945.
- La lutte naturelle avec les Tachinaires contre les Insectes nuisibles à l’agriculture. Compt. rend. sé. Acad. Sci. Roum., 1945.
- Diptères des environs de Zlatna. Bull. St., Acad. Sci. Roum., 1945.
- Beitrag zur Kenntnis des Schwebfliegen (Syrphiden) Rumänians. Ann. Sci. Univ. Jassy, 1946.
- Contribution on the study of Tachinidae in Roumanie. Ann. Sci. Univ. Jassy, 1946.
- Neuer Beitrag zur Kenntnis der Swebfliegen (Syrphiden) Rumänians. Ann. Sci. Univ. Jassy, 1946.
- New contribution on the study of Tachinidae in Roumania. Bull. St. Acad. Roum., 1946.
- Beitrag zur Kenntnis der Blumenfliegen (Anthomyiden) Rumäniens. Ann. Sci. Univ. Jassy, 1946.
- Beitrag zur Kenntnis der Raupenfliegen (Asiliden) Rumäniens. Ann. Sci. Univ. Jassy, 1946.
- Syrphidae. In Fauna Republicii Populare Române, Diptera, 1959, 286 p., 158 fig.